# Congrès des députés
XVe législature
Palais des Cortès
Le Congrès des députés (en espagnol : Congreso de los Diputados) est la chambre basse des Cortes Generales, le parlement bicaméral espagnol. Constitué de 350 députés élus pour un mandat de quatre ans au scrutin proportionnel plurinominal, il exerce le pouvoir législatif, budgétaire et de contrôle du gouvernement. Il siège au palais des Cortès, à Madrid.

## Chambre basse desCortes Generales

### Élection

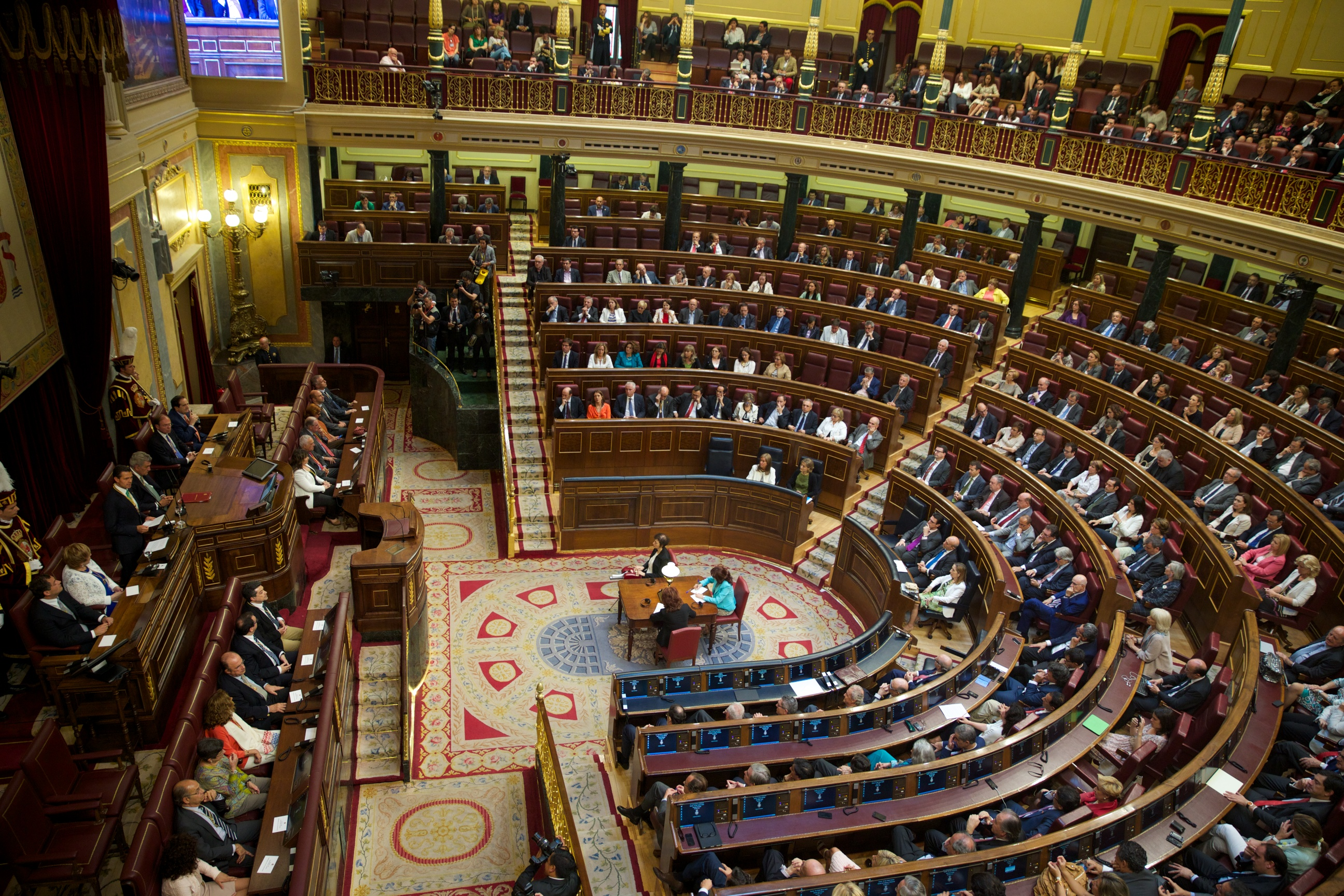
Vue de l’intérieur du Congrès des députés d'Espagne (1843-1850).

Le nombre de députés, compris entre 300 et 400, est actuellement de 350 en vertu de la loi organique sur le régime électoral général, adoptée en 1985. Le Congrès des députés est composé de 350 sièges pourvus au scrutin proportionnel plurinominal à listes fermées dans 52 circonscriptions correspondant aux 50 provinces du pays ainsi qu'aux villes autonomes de Ceuta et de Melilla. Le nombre de députés qui leur sont alloués est variable en fonction de leurs populations, avec néanmoins un minimum de deux sièges par province, à l'exception des villes autonomes qui n'ont chacune en tout qu'un seul siège, et pour laquelle les élections se tiennent donc de facto au scrutin uninominal majoritaire à un tour.
Après décompte des voix, les sièges sont répartis selon la méthode d'Hondt dans chacune des circonscriptions. Ne peuvent prétendre à la répartition des sièges que les listes ayant franchi le seuil électoral de 3 % des suffrages exprimés. En pratique, le seuil peut être légèrement plus élevé. Le vote blanc est en effet reconnu et comptabilisé comme un vote valide. Il est par conséquent pris en compte pour déterminer si un parti a franchi ou non le seuil électoral.
Le mandat des députés arrive à son terme quatre ans après leur session constitutive, ou le jour de la dissolution du Congrès ; le droit de dissolution est exercé par le roi d'Espagne à la demande du président du gouvernement, et sous la responsabilité de ce dernier.

### Fonctions et fonctionnement
Le Congrès des députés exerce conjointement avec le Sénat le pouvoir législatif, vote le budget et contrôle l'action du Gouvernement. Il est le seul à pouvoir accorder et retirer sa confiance au gouvernement. Il a le dernier mot, en cas de désaccord avec le Sénat, s'il tranche à la majorité absolue de ses membres.
Quand il ne siège pas (soit en dehors de sa période de sessions, soit en cas de dissolution), ses pouvoirs de contrôle sont exercés par la députation permanente, constituée à la proportionnelle des groupes.
Il se prononce sur la recevabilité, l'acceptation ou le rejet des initiatives populaires ayant récolté 500 000 signatures.
À partir de septembre 2023 et à la suite d'une réforme du règlement, les langues dites « co-officielles » que sont le basque, le catalan, le galicien et l'occitan, peuvent être utilisées lors des débats avec une traduction simultanée. Les langues régionales qui ne sont pas co-officielles, comme l'asturien ou l'aragonais, peuvent également être employées mais les députés qui en font usage doivent se traduire eux-mêmes,.

### Commissions parlementaires
Le Congrès dispose, pour faciliter son travail et comme il est de tradition dans la plupart des Parlements, de commissions parlementaires.

## Composition actuelle

### Bureau
| Fonction                  | Titulaire | Titulaire                       | Parti   | Circonscription |
| ------------------------- | --------- | ------------------------------- | ------- | --------------- |
| Présidente                |           | Francina Armengol               | PSOE    | Îles Baléares   |
| Premier vice-président    |           | Alfonso Gómez de Celis          | PSOE    | Séville         |
| Deuxième vice-président   |           | José Antonio Bermúdez de Castro | PP      | Salamanque      |
| Troisième vice-présidente |           | Esther Gil                      | Sumar   | Cadix           |
| Quatrième vice-présidente |           | Marta González                  | PP      | La Corogne      |
| Premier secrétaire        |           | Gerardo Pisarello               | CatComú | Barcelone       |
| Deuxième secrétaire       |           | Isaura Leal                     | PSOE    | Madrid          |
| Troisième secrétaire      |           | Guillermo Mariscal              | PP      | Las Palmas      |
| Quatrième secrétaire      |           | Carmen Navarro                  | PP      | Albacete        |

### Groupes politiques
| Nom | Nom                                                         | Composition | Composition | Porte-parole      |
| Nom | Nom                                                         | Début       | Fin         | Porte-parole      |
| --- | ----------------------------------------------------------- | ----------- | ----------- | ----------------- |
|     | Populaire Grupo Parlamentario Popular                       | 137         |             | Ester Muñoz       |
|     | Socialiste Grupo Parlamentario Socialista                   | 121         |             | Patxi López       |
|     | Vox Grupo Parlamentario Vox                                 | 33          |             | Pepa Millán       |
|     | Plurinational Sumar Grupo Parlamentario Plurinacional Sumar | 31          |             | Verónica Martínez |
|     | Républicain Grupo Parlamentario Republicano                 | 7           |             | Gabriel Rufián    |
|     | Junts per Catalunya Grupo Parlamentario Junts per Catalunya | 7           |             | Míriam Nogueras   |
|     | Euskal Herria Bildu Grupo Parlamentario Euskal Herria Bildu | 6           |             | Mertxe Aizpurua   |
|     | Basque (EAJ-PNV) Grupo Parlamentario Vasco (EAJ-PNV)        | 5           |             | Maribel Vaquero   |
|     | Mixte Grupo Parlamentario mixto                             | 3           |             | Poste tournant    |

## Composition historique
| Législature | Législature  | Élections     | Début            | Fin               | Composition | Présidence du Congrès       |
| ----------- | ------------ | ------------- | ---------------- | ----------------- | ----------- | --------------------------- |
|             | Constituante | 1977          | 13 juillet 1977  | 2 janvier 1979    |             | Fernando Álvarez de Miranda |
|             | Ier          | 1979          | 23 mars 1979     | 31 août 1982      |             | Landelino Lavilla           |
|             | IIe          | 1982          | 18 novembre 1982 | 23 avril 1986     |             | Gregorio Peces-Barba        |
|             | IIIe         | 1986          | 15 juillet 1986  | 2 septembre 1989  |             | Félix Pons                  |
|             | IVe          | 1989          | 21 novembre 1989 | 13 avril 1993     |             | Félix Pons                  |
|             | Ve           | 1993          | 29 juin 1993     | 9 janvier 1996    |             | Félix Pons                  |
|             | VIe          | 1996          | 27 mars 1996     | 18 janvier 2000   |             | Federico Trillo             |
|             | VIIe         | 2000          | 5 avril 2000     | 20 janvier 2004   |             | Luisa Fernanda Rudi         |
|             | VIIIe        | 2004          | 2 avril 2004     | 15 janvier 2008   |             | Manuel Marín                |
|             | IXe          | 2008          | 1er avril 2008   | 27 septembre 2011 |             | José Bono                   |
|             | Xe           | 2011          | 13 décembre 2011 | 27 octobre 2015   |             | Jesús Posada                |
|             | XIe          | 2015          | 13 janvier 2016  | 3 mai 2016        |             | Patxi López                 |
|             | XIIe         | 2016          | 19 juillet 2016  | 5 mars 2019       |             | Ana Pastor Julián           |
|             | XIIIe        | Avril 2019    | 21 mai 2019      | 24 septembre 2019 |             | Meritxell Batet             |
|             | XIVe         | Novembre 2019 | 3 décembre 2019  | 30 mai 2023       |             | Meritxell Batet             |
|             | XVe          | 2023          | 17 août 2023     | en cours          |             | Francina Armengol           |